# Thunder Force (film)
Thunder Force is een Amerikaanse komische superheldenfilm uit 2021 onder regie van Ben Falcone. De film, naar een scenario van Falcone, heeft Melissa McCarthy en Octavia Spencer in de hoofdrollen en werd op 9 april 2021 uitgebracht op de streamingwebsite Netflix.

## Verhaal
Lydia Berman en Emily Stanton groeiden beiden op in dezelfde buurt in Chicago, maar hadden een geheel andere opvoeding. Waar Lydia zonder enig manieren en ambitie opgroeide, stond Emily onder grote prestatiedruk van haar ouders. Als kind waren ze onafscheidelijk, maar om deze reden groeiden ze uit elkaar. Tegenwoordig runt de fatsoenlijke Emily een gigantisch farmaceutisch bedrijf, terwijl de grofgebekte Lydia onderaan de ladder werkt in een distributiecentrum. 
Van kinds af aan heeft Emily de droom om eenvoudige burgers te kunnen veranderen in superhelden. Dit is precies waar ze haar bedrijf aan heeft gewijd. Twintig jaar onderzoek en talloze experimenten later is het haar eindelijk gelukt om via enkele tientallen behandelingen een mens te doen veranderen in een superheld met krachten. Lydia, die eenzaam is en merkt dat Emily afwezig is op de middelbare schoolreünie, besluit haar een bezoek te brengen op kantoor en dient per ongeluk de eerste behandeling tot zich toe. Emily en haar collega's weten dat het minstens vijf jaar zal duren om de eerstvolgende behandeling te kunnen leveren en besluiten daarom met Lydia de behandeling geheel af te maken.
De behandeling werkt en na een maand lang trainen is Lydia een ijzersterke vrouw die zelfs vrachtwagens kan optillen, terwijl Emily zichzelf onzichtbaar kan maken. Gezamenlijk bestrijden ze de misdaad in het door schurken geteisterde Chicago. Het doelwit is William Stevens, een aanstaand burgemeester die enkele kwaadaardige schurken heeft ingehuurd om vol misdaad te plegen in de stad, waarna hij vervolgens met hen 'kan afrekenen' zodat hij in de media het vertrouwen van het volk voor zich wint. Zijn handlangers zijn de moordzuchtige Laser, die lasers kan schieten uit haar handen, en Jerry, halfmens-halfkrab.
Lydia en Emily noemen zichzelf Thunder Force en genieten enige positieve media-aandacht, maar al gauw blijkt dat ze weinig praktijkervaring hebben en maken al gauw fouten waardoor ze de steun van het volk verliezen. Tot overmaat van ramp wordt Lydia verliefd op Jerry. 

## Rolverdeling
- Melissa McCarthy als Lydia Berman
  - Vivian Falcone als Jonge Lydia
  - Mia Kaplan  als Tiener Lydia
- Octavia Spencer als Emily Stanton
  - Bria Danielle  als Jonge Emily
  - Tai Leshaun  als Tiener Emily
- Jason Bateman als Jerry 'de krab'
- Bobby Cannavale als William "de koning" Stevens
- Pom Klementieff als Laser
- Melissa Leo als Allie
- Taylor Mosby als Tracy
- Marcella Lowery als Grootmoeder Norma
- Ben Falcone als Kenny
- Melissa Ponzio als Rachel Gonzales
- Kevin Dunn als Frank
- Tyrel Jackson Williams als Jessie
- Sarah Baker als Sarah
- David Storrs als Andrew
- Brendan Jennings als Clyde

## Ontvangst
De film was in het weekend van de release een van de best bekeken titels op Netflix, maar ontving overweldigend negatieve reacties van zowel de pers als het publiek.